# П'ядун димчастий
П'ядун димчастий (Lignyoptera fumidaria) — вид лускокрилих родини п'ядунів (Geometridae).

## Поширення
Вид поширений у Східній Європі. Зафіксований у Східній Австрії, в Угорщині, Болгарії, Румунії та деяких східних регіонах європейської частини Росії.

## Опис
Розмах крил самців становить від 27 до 30 мм. Передні та задні крила здебільшого матові від червоно-коричневого до сіро-коричневого кольору та майже без візерунків. Ділянка під переднім краєм яскравіше забарвлена. Іноді в зоні постфіскальної ділянки можна побачити тінь. Задні крила завжди мають дещо світліші відтінки. Самиці нелітаючі, мають лише короткі крила, пухку форму тіла і сіро-буре забарвлення.
Дорослі гусениці зелено-сірого кольору і демонструють сім світлих, хвилястих поздовжніх ліній, темну поздовжню смужку та окремі щетинки. Вентральна сторона жовтувата, голова тілесного кольору, анальний отвір червонуватого кольору. Виростають до 26 міліметрів.

## Спосіб життя
Метелики літають з жовтня по грудень. Гусениці живляться листям Achillea millerfolium, Galatella linosyris, Centaurea scabiosa, Salvia pratensis, Plantago та Inula. Зимує яйце.